# Туртас (река)
Турта́с (сиб. 

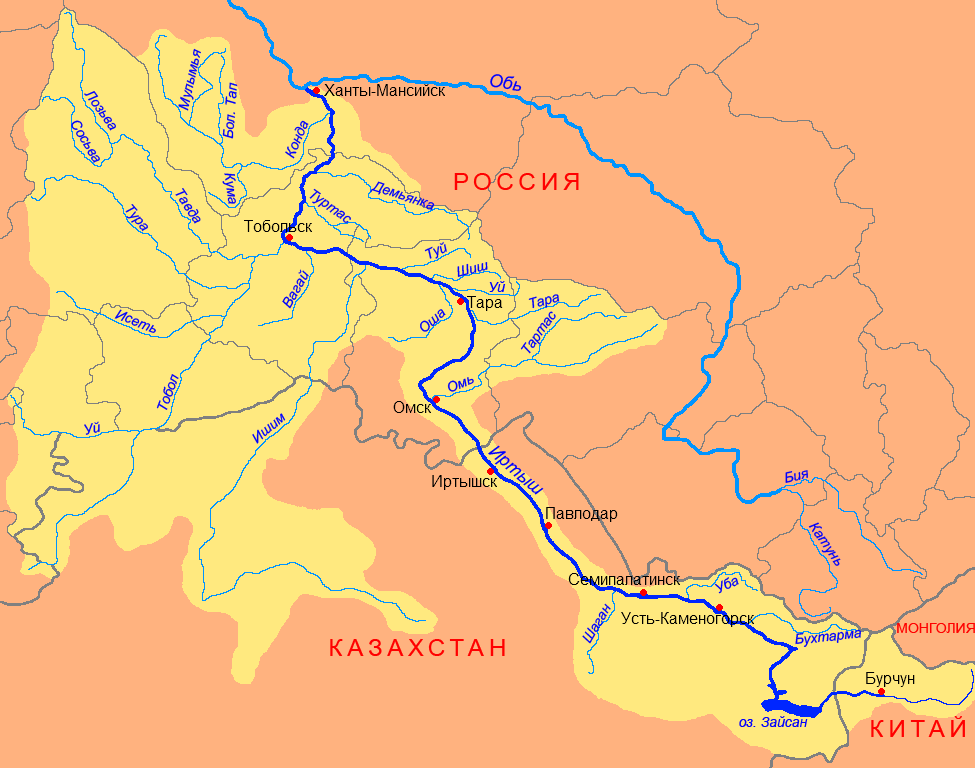
Бассейн Иртыша

Туртас-йылға) — река в Тюменской области России, правый приток Иртыша.

## Этимология
- Туртас — гидроним происходит от тюркского tört «четыре» и as «горностай» (хотя, более вероятно, от угорского as «река»).[3]

## История
В 1740 году сведения о реке Туртас встречается в книге немецкого историка Г. Ф. Миллера, где записано следующее:
Рч. Туртас, по-татарски Туртас-йылга, впадает в Иртыш с восточной стороны у предыдущей деревни, а исток имеет в Тарском уезде, на расстоянии до 20 дней пути от устья. Её ширина от 20 до 30 саженей. Течет на почти равном расстоянии между Демьянкой и Иртышом. Местные татары обычно ходят вверх по ней ради охоты…
Также на этой же реке упоминается татарская деревня:
Туртаские зимние юрты, по-татарски Туртас-аул, на восточном берегу, на устье следующей маленькой речки, в 3 верстах от предыдущей летней деревни и в 4 верстах от Увацкого погоста по прямой зимней дороге. Имеет 29 юрт ясачных.

## География
Длина 241 км (от истока Большого Туртаса — 548 км), площадь водосборного бассейна — 12 100 км². Туртас образуется слиянием рек Малый Туртас (слева) и Большой Туртас (справа) на территории Уватского района Тюменской области на высоте 47 м над уровнем моря. Обе составляющие реки берут начало на западном крае Васюганских болот в 80-90 км к востоку от этого места на высоте около 90 м.
От образования Туртас течёт по Западно-Сибирской равнине по заболоченной таежной местности преимущественно в северо-западном направлении. Река равнинная на всем протяжении, русло очень извилистое с множеством меандров.
Туртас впадает в Иртыш в 5 км выше по его течению от райцентра Уват на высоте 30 м над уровнем моря. В устье река имеет более 50 м в ширину и глубину более 2 м, скорость течения 0,3 м/с.

### Притоки
Указано расстояние от устья. В скобках указаны сторона впадения и историческое название.
- 11 км: Выя (пр)
- 35 км: Верхние Бусалы (лв)
- 82 км: Урманга (лв)
- 98 км: Ильтым (лв)
- 126 км: Агиян (пр) (Аптерау)
- 131 км: Бобровка (лв) (Большая Бобровка, Карагай-йылга)
- 138 км: Анерава (пр) (Кулис)
- 142 км: Валоурун Первый (лв) (Аул-урен)
- 151 км: Калыс (пр) (Кус-кац)
- 170 км: Атнис (пр)
- 208 км: Кацис (лв)
- 213 км: Мангуя (лв)
- 216 км: Тевриз (лв) (Таурес)
- 241 км: Большой Туртас (пр) (Улу-Туртас)
- 241 км: Малый Туртас (лв) (Кицик-Туртас)

## Гидрология
Среднегодовой расход воды — в 49 км от устья около деревни Нижний Чебунтан в 1979—1993 годах, составляет 44 м³/с. Многолетний минимум стока наблюдается в марте (7,8 м³/с), максимум — в мае (179 м³/с). За период наблюдений абсолютный минимум месячного стока (5,97 м³/с) наблюдался в феврале и марте 1985 года, абсолютный максимум (378 м³/с) — в мае 1981.
Туртас замерзает во второй половине октября — первой половине ноября, вскрывается во второй половине апреля — первой половине мая. Питание преимущественно снеговое.

## Инфраструктура
Туртас лежит полностью в пределах Уватского района Тюменской области. Его бассейн также лежит в пределах этого района за исключением небольшого участка верховьев, занимающая северную часть Усть-Ишимского района на крайнем северо-западе Омской области. Верхнее течение реки Большой Туртас — правой составляющей Туртаса — на небольшом отрезке образует границу между Тюменской и Омской областями.
На большей части бассейна Туртаса транспортная инфраструктура практически отсутствует. В низовьях неподалёку от посёлка Туртас реку пересекает федеральная автодорога Р404 (Тюмень — Ханты-Мансийск). Также неподалёку от этого населённого пункта, русло Туртаса пересекает железнодорожный мост на ветке «Тюмень — Сургут — Новый Уренгой», соединяющей Транссибирскую магистраль с районами нефтегазодобычи на севере Западной Сибири. В нижнем течении реку также пересекают многочисленные нефтегазопроводы и линии электропередач.
Единственное значительное поселение на Туртасе — одноимённый посёлок Туртас с населением примерно 5500 человек, расположенного в низовьях примерно в 25 км от устья. Около устья на реке также существуют села Березовка, Ивановка и Ялба. В прошлом в среднем течении существовали поселения лесозаготовителей Новый Туртас и Атнис, которые сейчас заброшены. Верховья Туртаса и берега его истоков необитаемы.
В прошлом Туртас был судоходный от устья до слияния с правым притоком Атнисом, но на настоящее время не включается в перечень водных путей. Может использоваться для лесосплава.

## Данные водного реестра
По данным государственного водного реестра России относится к Иртышскому бассейновому округу, водохозяйственный участок реки — Иртыш от впадения реки Тобол до города Ханты-Мансийск (выше), без реки Конда, речной подбассейн реки — бассейны притоков Иртыша от Тобола до Оби. Речной бассейн реки — Иртыш.